# غارة الإخوان على البصرة
غارة الإخوان على البصرة 1928 هي غارة وقعت في محافظة البصرة في 19 شباط 1928 حيث قُتل فيها ثلاثون شخصاً وجرح ثمانون.

## خلفية
في 5 تشرين الثاني (نوفمبر) 1927 أغار الاخوان على ناحية بصية في السماوة لرفضهم بناء مخفر للشرطة على الحدود العراقية السعودية مما أدى إلى مقتل 21 عراقياً بينهم امرأة واحدة وفي يوم 9 تشرين الثاني (نوفمبر) أغار الإخوان مرة أخرى على الرخيمية وقتلوا حوالي 74. وفي 22 كانون الأول (ديسمبر) حصلت غارة أخرى وقتل فيها 40 شخصاً في السماوة

### الوصف البريطاني
صدر تقرير بريطاني في يوم 27 شباط (فبراير) سنة 1928، ذُكر فيه أنه "في التاسع عشر من شباط (فبراير) سنة 1928، تعرضت قبائل عراقية وكويتية للهجوم بالقرب من جريشان، وهي قرية تقع جنوب غرب البصرة، حوالي 65 ميلاً داخل الحدود، أغارت عليهم مجموعة من إخوان من طاع الله، عددهم نحو 2300 جندي. ولم تُعرف بعدُ كل الخسائر التي تكبدتها هذه القبائل، لكن يُعتقد أن أكثر من 50 رجلاً قد لقوا مصرعهم، بينما كانت الخسائر في الماشية فادحة. ويقال أن الغارة قادها فيصل الدويش بنفسه. وفي نفس اليوم، حدّدت الطائرات البريطانية موقع ثلاثة أطراف من هؤلاء المُغيرين وهاجمتهم هجوماً مؤثراً. تعرضت طائرة لإطلاق نار كثيف وأسقطت آلة واحدة وقتل طيّارها. وفي 20 شباط (فبراير) ، تعرض المغيرون مرة أخرى للهجوم من الجو. لا يمكن تحديد خسائرهم إلا أنه يُعتقد أن حوالي 50 رجلاً قد قتلوا.

## مؤتمر جدة
اقترحت الحكومة البريطانية عقد مؤتمر بين الطرفين لحل المشاكل بين البلدين فحددوا يوم 1 مايو لعقد هذا المؤتمر في جدة وكان أهم المواضيع التي تمت مناقشتها بين الطرفين:
- 1- المخافر الحدودية.
- 2- تسليم المجرمين.
- 3- النزاعات العشائرية.
- 4- المنهوبات والخسائر.
- 5- معاهدة حسن جوار.

وقد مثّلَ العراقَ كلايتون ومثل نجداً الملك ابن سعود ومستشاروه الأربعة وقد انتهى الحوار الأولي في 20 أيار (مايو) إذ تأجّلَ بسبب موسم الحج وقرر مجلس الوزراء إيفاد وفد عراقي برئاسة توفيق السويدي وبصحبة الضابط بهاء الدين نوري في 22 تموز (يوليو)، وفي 9 آب (أغسطس) انتهت المحادثات دون أن تتوصل إلى أي حل للطرفين.